# 海老沢雄一
海老沢 雄一（えびさわ ゆういち、1949年11月22日 - ）は、日本の歌手、ミュージシャン。元ザ・タイガースの森本太郎率いる「森本タローとスーパースター」のボーカル、ベーシスト。

## 略歴
- 東京都品川区出身。日本大学高等学校在学中、歌手の道を選択。その後、俳優やタレントを育成する「東京音楽学院」に入学する。
- 1964年に結成されたスクールメイツのメンバーとして歌番組に出演中、渡辺プロダクションにスカウトされ芸能生活をスタートさせた。
- 1971年のザ・タイガース解散直後、森本太郎より抜擢され「タローとアルファベッツ」のボーカル、ベーシストとしてデビュー。シングル2枚、1年半の活動期間をもち解散。

その後、ユニット「九官鳥」としてキングレコードより、ミッシェル・ポルナレフによるフランス映画主題歌「哀しみの終るとき」のカバーをリリース。
- 1973年には森本太郎が、作曲家・平尾昌晃の“布施明がいるようなバンドが欲しい”との声にこたえて1年がかりで結成した「森本タローとスーパースター」。ミュージックフェア、夜のヒットスタジオ、シャボン玉ホリデーなど当時の歌番組に出演。必殺シリーズ第3弾「助け人走る」の主題歌「望郷の旅」を含む計3枚のシングル、1枚のアルバムをリリースした。

その後、約2年で解散するも1999年5月22日、森本太郎・海老沢雄一・辺見聖の3人で再結成し、同年、村田勝美、池田久枝を加えて活動を続ける。
- 2005年にグループを離れ、ソロデビューを果たす。ソロ活動を始めてからはこれまでの印象を変え、AORを中心とした音楽を繰り広げる。
- 2006年には本州と九州を隔てる関門海峡のイメージソング「遥かなるドラマ」を含むアルバムを発売。「望郷の旅」はアレンジを加え収録されている。2008年には「哀しみの終わるとき」を再リリースし、20代の頃とは異なる味を出した。同シングルは、ジョー・コッカーやボズ・スキャッグスのカバーソングもカップリングに含まれている。
- 2011年3月11日に引き起こされた東日本大震災の後、実家が流され親戚や友人を亡くした山根尚人が手がけたシングル「ひまわりのように」を復興支援曲としてライブのみで提供。

現在、全国各地で開催されるイベントに参加し、ラジオや単独コンサートを行うなどで活動中。銀座のライブハウスを主とする過去のバースデーライブでは、グループ・サウンズのバンドであるパープル・シャドウズの今井久など特別ゲストも多く出演した。

## メンバー

### タローとアルファベッツ
海老沢雄一Bass & Vocal
森本タロー　元ザ・タイガースLeader & Lead Guitar　
武田弘美Lead Vocal
綿岡誠一Drums & Vocal
多田義人Side Guitar & Vocal
西信行　元レオ・ビーツKeyboard & Vocal

### 九官鳥
海老沢雄一Vocal & Bass
多田義人Vocal & Guitar & piano

### 森本太郎とスーパースター(在籍期間中)
海老沢雄一 元タローとアルファベッツ、元九官鳥、元アルファルファVocal & Bass
森本太郎 元ザ・タイガース、元タローとアルファベッツ、元タイガース・メモリアル・クラブ・バンドLeader & Guitar & Vocal
辺見聖 元アルファルファGuitar & Vocal
和田泰三 元アルファルファ、元(再結成の)ザ・タイガースのサポートメンバーKeyboads
山本真澄Bass & Vocal
江原剣二Drums

### バックミュージシャン(2005年～)
小畑貴裕Keyboard
川口亮Guitar
多田尚人Bass
田川誠一Drums
中雅志Trombone
牧原正洋Trumpet
平野里公Sax & Flute

## ディスコグラフィ

### タローとアルファベッツ
○シングル
- ふるさと/二人だけの結婚式 – 1971年/キングレコード(作詞：山上路夫、作曲：森本タロー、編曲：クニ河内)
- ママのいない朝 – 1971年/キングレコード

### 九官鳥
○シングル
- 哀しみの終るとき (M.ポルナレフ、詞訳：岩谷時子、編曲：馬飼野俊一)

/忘れられた女の子 (作詞/曲：多田義人、編曲：馬飼野俊一) - 1972年/キングレコード

### 森本太郎とスーパースター
○シングル
- 望郷の旅（朝日放送・TBS系テレビドラマ「助け人走る」主題歌）/幸橋のたもとで - 1973年10月/日本コロムビア(作詞：安井かずみ、作曲：平尾昌晃、編曲：滝崎孝路)
- 若すぎた愛/太陽のロマン - 1974年6月25日/ビクターレコード (作詞：沢田研二、作編曲：井上堯之)
- さよならは僕のもの - 1974年/ビクターレコード(作詞：さいとう大三、作編曲：馬飼野康二)

○アルバム
- 若すぎた愛

1. 若すぎた愛
2. 太陽のロマン
3. 君を忘れて
4. 白い船
5. 愛の輝き
6. 青春
7. イエスタディ・ワンス・モア
8. やさしく歌って
9. すべてわかる
10. ウィズアウト・ラブ
11. ユア・ソング
12. わかれ

### ソロ作品
○デビューアルバム
- EVER AFTER – 2006年

1. 遥かなるドラマ
2. ラプソディー
3. SEA-SIDE CAFE’
4. 惜春の情
5. 蜃気楼
6. 愛の歌 ~Wedding Song~
7. 望郷の旅 (BONUS TRACK) – 2005年Ver.(ロック調)

○シングル
- 哀しみの終わるとき – 2008年

1. 哀しみの終わるとき(編曲：岡崎雄二郎)
2. 愛は限りなく(Dio Come Ti Amo - ジリオラ・チンクェッティ、編曲：岡崎雄二郎)
3. Slow Dancer(ボズ・スキャッグス、編曲：岡崎雄二郎)
4. You Are So Beautiful(ジョー・コッカー、編曲：岡崎雄二郎)